# أورلاند (كاليفورنيا)
أورلاند (بالإنجليزية: Orland)‏ هي إحدى مدن مقاطعة غلين، كاليفورنيا. تم إعطاءها لقب مدينة في 11 نوفمبر، 1909.

## التركيبة السكانية
حدّد مكتب تعداد الولايات المتحدة بيانات التركيبة السكانية لأورلاند في تعداد الولايات المتحدة. في ما يلي، التركيبة السكانية حسب تعدادي 2000 و2010.

### تعداد عام 2000
بلغ عدد سكان أورلاند 6,281 نسمة بحسب تعداد عام 2000، وبلغ عدد الأسر 2,190 أسرة وعدد العائلات 1,569 عائلة مقيمة في المدينة. في حين سجلت الكثافة السكانية 813.6 نسمة لكل كيلومتر مربع (2,107.2/ميل2). وبلغ عدد الوحدات السكنية 2,309 وحدة بمتوسط كثافة قدره 299.1 لكل كيلومتر مربع (774.7/ميل2).
وتوزع التركيب العرقي للمدينة بنسبة 67.87% من البيض و0.59% من الأمريكيين الأفارقة و1.56% من الأمريكيين الأصليين و1.89% من الأمريكيين ذوي الأصول الآسيوية و0.18% من سكان جزر المحيط الهادئ و24.10% من الأعراق الأخرى و3.81% من عرقين مختلطين أو أكثر و37.26% من الهسبانيون أو اللاتينيون من أي عرق.
بلغ عدد الأسر 2,190 أسرة كانت نسبة 44.7% منها لديها أطفال تحت سن الثامنة عشر تعيش معهم، وبلغت نسبة الأزواج القاطنين مع بعضهم البعض 50.6% من أصل المجموع الكلي للأسر، ونسبة 13.9% من الأسر كان لديها معيلات من الإناث دون وجود شريك،  بينما كانت نسبة 7.1% من الأسر لديها معيلون من الذكور دون وجود شريكة وكانت نسبة 28.4% من غير العائلات. تألفت نسبة 23.3% من أصل جميع الأسر من عدة أفراد يعيشون في نفس المنزل ونسبة 12.9% كانت تتألف من شخص يعيش بمفرده يبلغ من العمر 65 عاماً أو أكثر. وبلغ متوسط حجم الأسرة المعيشية 2.86، أما متوسط حجم العائلات فبلغ 3.36.
بلغ العمر الوسطي للسكان 31.0 عاماً. وكانت نسبة 32.5% من القاطنين تحت سن الثامنة عشر، وكانت نسبة 9.8% بين الثامنة عشر والرابعة والعشرين عاماً، ونسبة 27.4% كانت واقعةً في الفئة العمرية ما بين الخامسة والعشرين والرابعة والأربعين عاماً، ونسبة 17% كانت ما بين الخامسة والأربعين والرابعة والستين، ونسبة 12.9% كانت ضمن فئة الخامسة والستين عاماً فما فوق. يوجد لكل 100 أنثى 96.6 ذكر، ويوجد لكل 100 أنثى في الثامنة عشر من عمرها فما فوق 93.4 ذكر.
بلغ متوسط دخل الأسرة في المدينة 27,973 دولارًا، أما متوسط دخل العائلة فبلغ 32,792 دولارًا. وكان متوسط دخل الذكور 30,268 دولارًا مقابل 21,625 دولارًا للإناث. وسجل دخل الفرد الخاص بالمدينة 12,486 دولارًا. وكانت نسبة 12.7% من العائلات ونسبة 19% من السكان تحت خط الفقر، وكان من هؤلاء نسبة 25.7% تحت سن الثامنة عشر ونسبة 6.7% في الخامسة والستين من العمر وما فوق.

### تعداد عام 2010
بلغ عدد سكان أورلاند 7,291 نسمة بحسب تعداد عام 2010، وبلغ عدد الأسر 2,515 أسرة وعدد العائلات 1,804 عائلة مقيمة في المدينة. في حين سجلت الكثافة السكانية 944.4 نسمة لكل كيلومتر مربع (2,446.0/ميل2). وبلغ عدد الوحدات السكنية 2,659 وحدة بمتوسط كثافة قدره 344.4 لكل كيلومتر مربع (892.0/ميل2).
وتوزع التركيب العرقي للمدينة بنسبة 66.22% من البيض و0.51% من الأمريكيين الأفارقة و1.67% من الأمريكيين الأصليين و2.85% من الأمريكيين ذوي الأصول الآسيوية و0.01% من سكان جزر المحيط الهادئ و25.14% من الأعراق الأخرى و3.59% من عرقين مختلطين أو أكثر و44.84% من الهسبانيون أو اللاتينيون من أي عرق.
بلغ عدد الأسر 2,515 أسرة كانت نسبة 42.7% منها لديها أطفال تحت سن الثامنة عشر تعيش معهم، وبلغت نسبة الأزواج القاطنين مع بعضهم البعض 50.9% من أصل المجموع الكلي للأسر، ونسبة 15% من الأسر كان لديها معيلات من الإناث دون وجود شريك،  بينما كانت نسبة 5.8% من الأسر لديها معيلون من الذكور دون وجود شريكة وكانت نسبة 28.3% من غير العائلات. تألفت نسبة 23.2% من أصل جميع الأسر من عدة أفراد يعيشون في نفس المنزل ونسبة 10.8% كانت تتألف من شخص يعيش بمفرده يبلغ من العمر 65 عاماً أو أكثر. وبلغ متوسط حجم الأسرة المعيشية 2.89، أما متوسط حجم العائلات فبلغ 3.42.
بلغ العمر الوسطي للسكان 32.0 عاماً. وكانت نسبة 30.3% من القاطنين تحت سن الثامنة عشر، وكانت نسبة 10.2% بين الثامنة عشر والرابعة والعشرين عاماً، ونسبة 25.7% كانت واقعةً في الفئة العمرية ما بين الخامسة والعشرين والرابعة والأربعين عاماً، ونسبة 22.1% كانت ما بين الخامسة والأربعين والرابعة والستين، ونسبة 11.8% كانت ضمن فئة الخامسة والستين عاماً فما فوق. وتوزع التركيب الجنسي للسكان بنسبة 49.1% ذكور و50.9% إناث.

## المناخ
يظهر الجدول التالي التغييرات المناخية على مدار السنة لأورلاند:
| البيانات المناخية لـأورلاند       | البيانات المناخية لـأورلاند | البيانات المناخية لـأورلاند | البيانات المناخية لـأورلاند | البيانات المناخية لـأورلاند | البيانات المناخية لـأورلاند | البيانات المناخية لـأورلاند | البيانات المناخية لـأورلاند | البيانات المناخية لـأورلاند | البيانات المناخية لـأورلاند | البيانات المناخية لـأورلاند | البيانات المناخية لـأورلاند | البيانات المناخية لـأورلاند | البيانات المناخية لـأورلاند |
| الشهر                             | يناير                       | فبراير                      | مارس                        | أبريل                       | مايو                        | يونيو                       | يوليو                       | أغسطس                       | سبتمبر                      | أكتوبر                      | نوفمبر                      | ديسمبر                      | المعدل السنوي               |
| --------------------------------- | --------------------------- | --------------------------- | --------------------------- | --------------------------- | --------------------------- | --------------------------- | --------------------------- | --------------------------- | --------------------------- | --------------------------- | --------------------------- | --------------------------- | --------------------------- |
| الدرجة القصوى °ف (°م)             | 78 (26)                     | 82 (28)                     | 89 (32)                     | 98 (37)                     | 110 (43)                    | 115 (46)                    | 120 (49)                    | 120 (49)                    | 114 (46)                    | 105 (41)                    | 95 (35)                     | 81 (27)                     | 120 (49)                    |
| متوسط درجة الحرارة الكبرى °ف (°م) | 54.2 (12.3)                 | 59.9 (15.5)                 | 65.4 (18.6)                 | 72.9 (22.7)                 | 81.7 (27.6)                 | 90.2 (32.3)                 | 96.7 (35.9)                 | 95.1 (35.1)                 | 89.5 (31.9)                 | 78.7 (25.9)                 | 64.7 (18.2)                 | 54.8 (12.7)                 | 75.3 (24.1)                 |
| متوسط درجة الحرارة الصغرى °ف (°م) | 36.7 (2.6)                  | 39.7 (4.3)                  | 42.5 (5.8)                  | 46.3 (7.9)                  | 52.8 (11.6)                 | 59.3 (15.2)                 | 62.5 (16.9)                 | 60.2 (15.7)                 | 56.8 (13.8)                 | 50 (10)                     | 42 (6)                      | 36.9 (2.7)                  | 48.8 (9.3)                  |
| أدنى درجة حرارة °ف (°م)           | 17 (−8)                     | 19 (−7)                     | 24 (−4)                     | 27 (−3)                     | 32 (0)                      | 31 (−1)                     | 45 (7)                      | 43 (6)                      | 39 (4)                      | 29 (−2)                     | 21 (−6)                     | 15 (−9)                     | 15 (−9)                     |
| الهطول إنش (مم)                   | 4.04 (103)                  | 3.43 (87)                   | 2.66 (68)                   | 1.3 (33)                    | 0.73 (19)                   | 0.37 (9.4)                  | 0.04 (1.0)                  | 0.11 (2.8)                  | 0.37 (9.4)                  | 1.05 (27)                   | 2.32 (59)                   | 3.52 (89)                   | 19.95 (507)                 |
| متوسط تساقط الثلوج إنش (سم)       | 0.7 (1.8)                   | 0 (0)                       | 0.1 (0.25)                  | 0 (0)                       | 0 (0)                       | 0 (0)                       | 0 (0)                       | 0 (0)                       | 0 (0)                       | 0 (0)                       | 0 (0)                       | 0.2 (0.51)                  | 1.0 (2.5)                   |
| متوسط أيام هطول الأمطار           | 11                          | 9                           | 8                           | 6                           | 4                           | 2                           | 0                           | 0                           | 1                           | 4                           | 7                           | 10                          | 62                          |
| المصدر: WRCC                      |                             |                             |                             |                             |                             |                             |                             |                             |                             |                             |                             |                             |                             |